# Petalou
Petalou (grec moderne : Πεταλού) est une île ionienne faisant partie du dème (municipalité) de Méganisi, en Grèce.

## Description
Il s'agit d'une île inhabitée située à 1,6 km au sud-ouest de Méganisi et à 1,3 km au nord-ouest de Kythros ; elle s'étend sur 170 m de longueur pour une largeur à d'environ 800 m.